# Magnolia figo
Magnolia figo ist eine Pflanzenart aus der Gattung der Magnolien (Magnolia) innerhalb der Familie der Magnoliengewächse (Magnoliaceae). Er ist nur aus Gartenkultur bekannt und wahrscheinlich im Süden Chinas in Kultur entstanden.

## Beschreibung

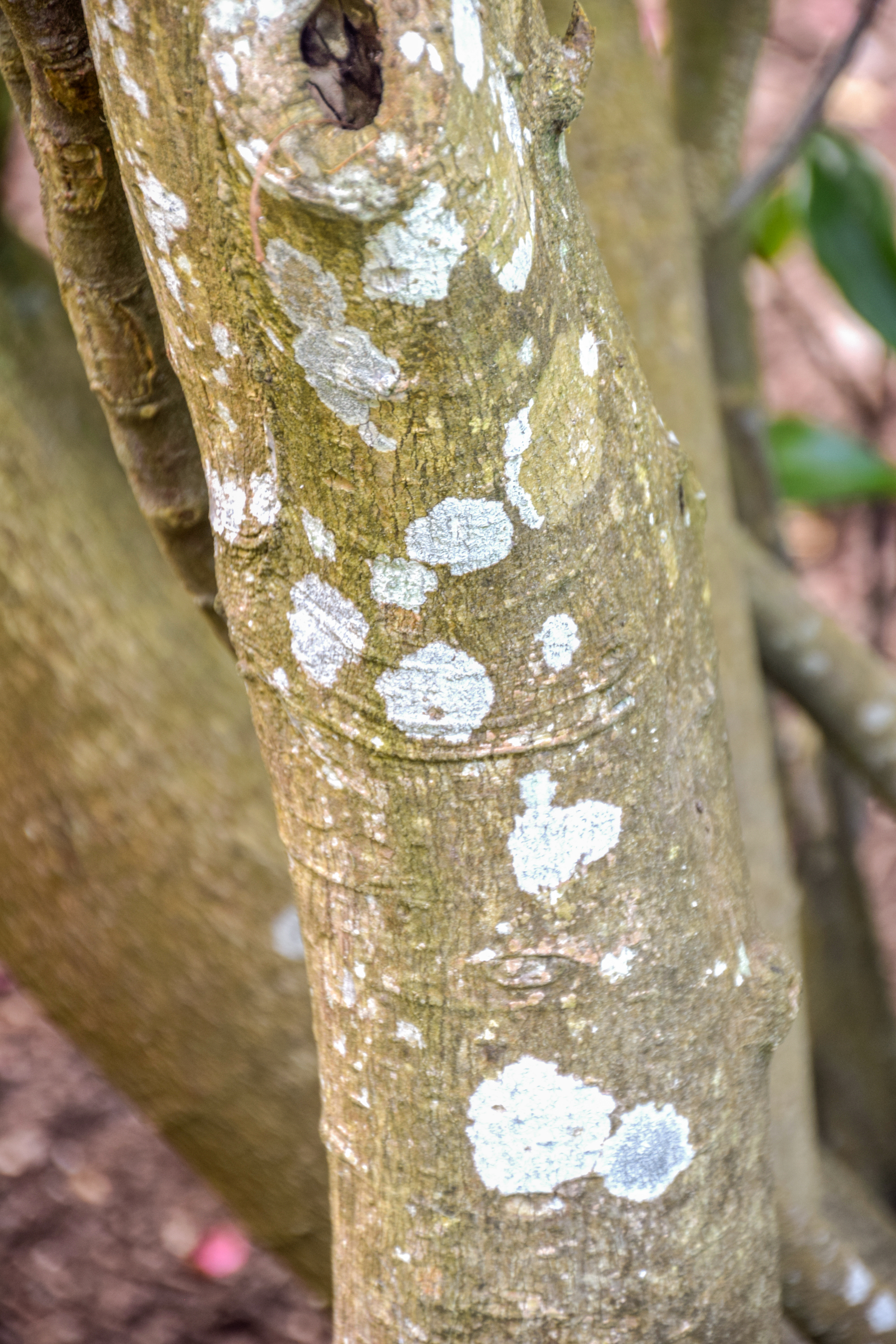
Borke

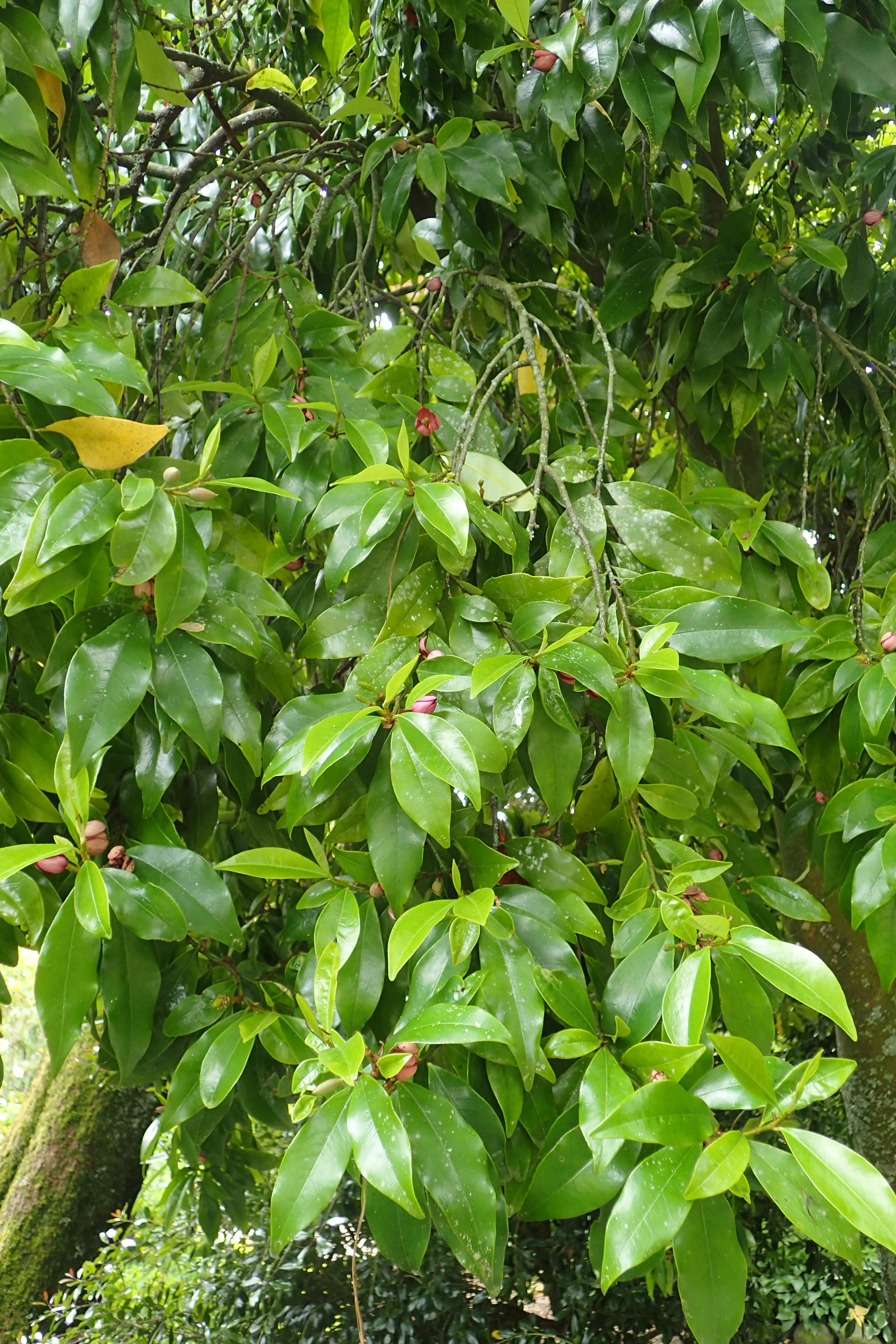
Zweige mit einfachen Laubblättern

### Vegetative Merkmale
Magnolia figo ist ein immergrüner, mittelgroßer Strauch, der 2 bis 3 Meter Wuchshöhe erreicht und eine dicht verzweigte, rundliche Krone bildet. Anfangs ist die Rinde der Zweige und Kurztriebe, die Knospen, Blattstiele und auf der Blattunterseite die Mittelrippe dicht braun behaart. Die Borke ist dunkel grau-braun.
Die wechselständig angeordnet sind in Blattstiel und Blattspreite gegliedert. Die glänzend grüne, ledrige, einfache Blattspreite ist bei einer Länge von 4 bis 10 Zentimetern sowie einer Breite von 1,8 bis 4,5 Zentimetern schmal-elliptisch bis verkehrt-eiförmig-elliptisch.

### Generative Merkmale
Die Blüte duften süß nach Melone und Bananen. Die Blütenhüllblätter sind cremegelb und besonders an den Rändern rötlich überlaufen. Die sechs gleich geformten Blütenhüllblätter sind etwas fleischig und messen 1,2 bis 2 Zentimeter in der Länge bei 0,6 bis 1,1 Zentimeter Breite.
Die Sammelbalgfrucht ist 2 bis 3,5 Zentimeter groß.

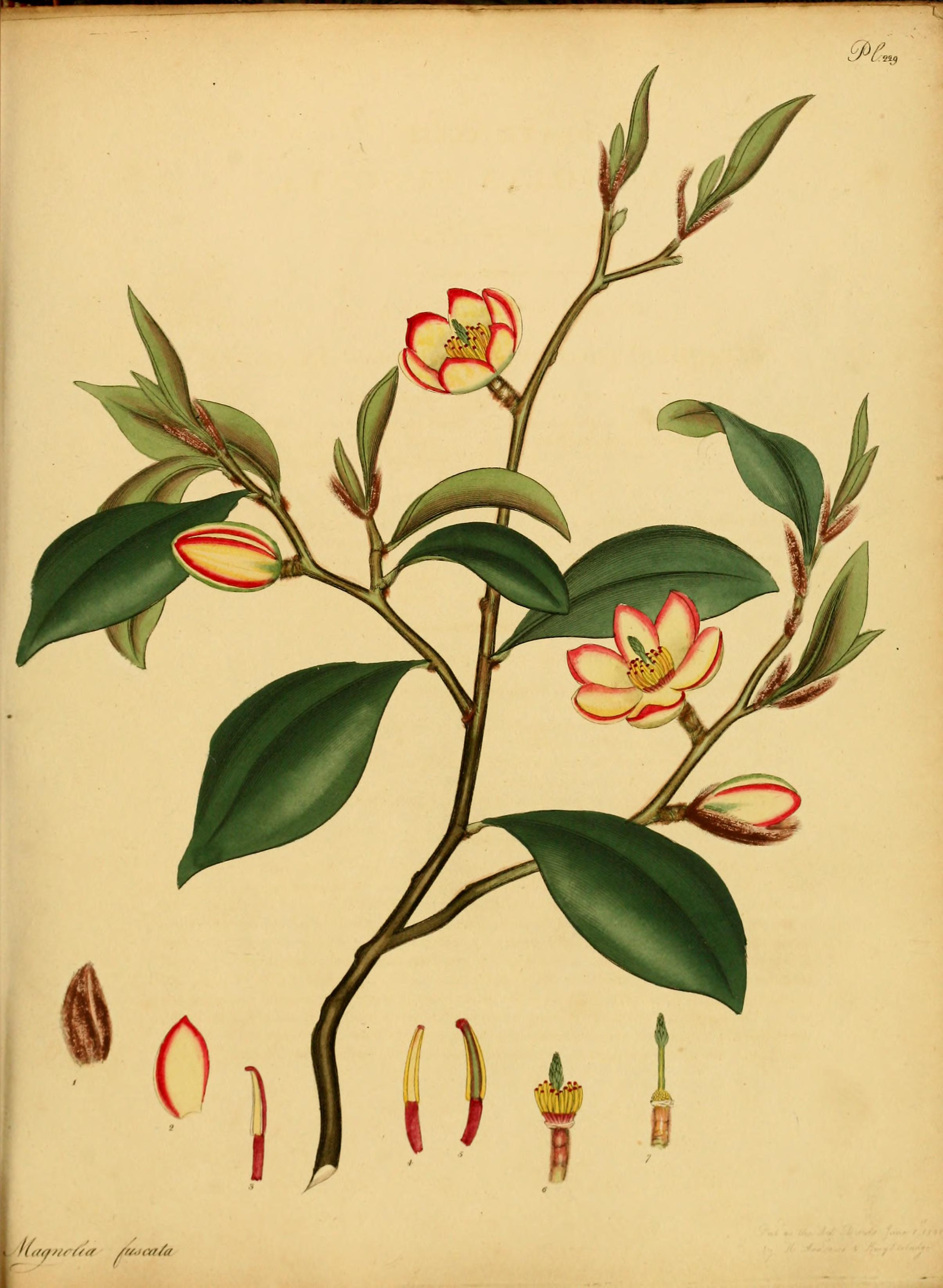
Illustration aus The botanist's repository, for new, and rare plants - containing coloured figures of such plants, as have not hitherto appeared in any similar publication, with all their essential characters

## Systematik
Die Erstveröffentlichung unter dem Namen (Basionym) Liriodendron figo erfolgte 1790 durch João de Loureiro in Flora Cochinchinensis, 1, Seite 347. Für Magnolia figo (Lour.) DC. gibt zahlreiche Synonyme: Magnolia annonifolia Salisb., Magnolia fuscata Andrews, Magnolia parviflora Blume.
Je nach Autor wird Magnolia figo in die Gattung Michelia eingeordnet oder als Teil der Gattung Magnolia angesehen.
Je nach Autor gibt es etwa drei Varietäten:
- Magnolia figo var. crassipes (Y.W.Law) Figlar & Noot.: Sie kommt in der nördlichen Provinz Guangdong und im nordöstlichen Guangxi vor.[2]
- Magnolia figo var. figo: Sie kommt auf der koreanischen Insel Jeju-do und im südöstlichen China vor.[2]
- Magnolia figo var. skinneriana (Dunn) Noot.: Sie kommt im südöstlichen China vor.[2]

## Verwendung
Magnolia figo findet Verwendung vor allem in warmgemäßigten und subtropischen Klimaten als Zierpflanze in Parks und Gärten. Sie gedeiht am besten auf leicht sauren, humosen Böden ohne Staunässe. Es gibt Sorten mit intensiv purpurfarbenen Blütenhüllblättern, etwa ‘Stubbs Purple’ und ‘Port Wine’.

## Belege
- Yuhu Liu, Nianhe Xia, Liu Yuhu, Hans P. Nooteboom: Magnoliaceae. In: Wu Zheng-yi, Peter H. Raven, Deyuan Hong (Hrsg.): Flora of China, Volume 7 – Menispermaceae through Capparaceae, Science Press und Missouri Botanical Garden Press, Beijing und St. Louis 2008, ISBN 978-1-930723-81-8. Magnolia figo, S. 87 - textgleich online wie gedrucktes Werk.
- Edward F. Gilman: Michelia figo. (PDF) Institute of Food and Agricultural Sciences, University of Florida, Oktober 1999, abgerufen am 7. Juli 2009.